# Paulette Dubost
Paulette Dubost (født Paulette Marie Emma Deplanque 8. oktober 1910 – 21. september 2011) var en fransk skuespillerinde.
Hun medvirkede i de fleste af Jean Renoirs film.
I 2008, sang hun et digt af Arthur Rimbaud på Raphaël Didjaman albummet Hommage om Arthur Rimbaud, som han er en didgeridoospiller. I januar 2009 hyldede Longjumeau teater hende.
Den 8. oktober 2010 kunne hun fejre sin 100 års fødselsdag på teateret i Longjumeau, hvor hun boede. Hun døde næsten 101 år gammel.

## Filmografi

### Spillefilm
- Nana (1926) af Jean Renoir
- Un chien qui rapporte (1931) med Arletty
- Le bal (1931)
- Le bonheur (1934)
- Hôtel du Nord (1938) af Marcel Carné
- Spillets regler (1939) af Jean Renoir
- Lola Montès (1955) af Max Ophüls
- Le déjeuner sur l'herbe (1959) af Jean Renoir
- Dear detective (1975) af Philippe Broca
- Den sidste metro (1980) af Francois Truffaut
- La vie continue(livet bliver ved) (1981)
- Milou en mai (1989) af Jean Renoir
- Augustin, roi de kung-fu (1999)
- Les yeux clairs (2005)
- Curriculum (2007)